# Durgapur
Durgapur (beng. দুর্গাপুর) – miasto w północno-wschodnich Indiach, w stanie Bengal Zachodni, nad rzeką Damodar. Około 500 tys. mieszkańców.